# 志村資良
志村 資良（しむら すけよし）は、戦国時代から安土桃山時代の武将。元は新村氏といい、志村氏と改姓した。

## 生涯
近江神崎郡新村の武家で、近江下半国守護の六角氏に仕えたが、元亀2年（1571年）織田信長軍の攻撃により新村城(滋賀県東近江市新宮町)を失い、父と共に駿河へと亡命する。その後、駿府城主中村一氏の元に身を寄せる。慶長5年（1600年）会津征伐の際、東海道を行く徳川家康が駿府城に立ち寄ったが、そのとき重病だった一氏が資良を家康の家臣に推薦したため、徳川氏に召し抱えられた。直後の関ヶ原の戦いでは一氏の弟中村一栄と共に従軍し、杭瀬川の戦いや大垣城の戦いで戦功があった。戦後は近江蒲生郡に500石を与えられたが、2年後に駿府で死去した。

## 系譜
高資廣(伊賀守) - 新村資則(筑後守、宗圓) - 志村資良 - 志村資只(加兵衛、宗仲) - 志村資長(加兵衛、道嘉) - 志村資信(孫九郎、覺左衛門、通玄) - 志村師平(孫九郎、宗白)